# Rocky IV
Rocky IV – czwarta część serii filmów o bokserze Rockym Balboa. Rolę Ivana Drago zagrał szwedzki aktor Dolph Lundgren. Slogan reklamowy tego filmu brzmiał The Winner and Still Champ (pol. Zwycięzca i nadal mistrz). Zdjęcia kręcono w Los Angeles, Las Vegas oraz w kotlinie Jackson Hole w stanie Wyoming ("grała" rolę Syberii).

## Fabuła
Do Stanów Zjednoczonych z ZSRR przybywa mistrz świata amatorów, Ivan Drago. Jego kraj chce go wprowadzić do zawodowego boksu. Zamierza walczyć z Rockym. Zamiast niego, walczyć chce Apollo. Uważa, że ta pokazowa walka będzie dobrym sposobem na powrót do boksu po pięciu latach przerwy. Nie wie jednak, że Ivan bierze sterydy. Na wejściu przed walką Apollo urządza wielkie przedstawienie. Po pierwszej rundzie Apollo jest mocno zakrwawiony, widać, że Drago przeważa siłą fizyczną i przede wszystkim wzrostem. Nie chce jednak przerywać walki. W drugiej rundzie, po lewym sierpowym Ivana, Apollo pada na deski i umiera.
Rocky, czując się winny za śmierć przyjaciela i trenera, postanawia walczyć z Ivanem. Walka ma się odbyć w Moskwie. Rocky ciężko trenuje na Syberii, w mrozie i śniegu.  W trakcie walki doping dla Ivana słabnie na rzecz Rocky'ego.

## Obsada
- Sylvester Stallone jako Rocky Balboa
- Talia Shire jako Adrian Balboa
- Burt Young jako Paulie Pennino
- Carl Weathers jako Apollo Creed
- Brigitte Nielsen jako Ludmilla Vobet Drago
- Dolph Lundgren jako Kapitan Ivan Drago
- Tony Burton jako Duke, trener Apolla
- Michael Pataki jako Nicoli Koloff
- Stu Nahan jako Komentator
- James Brown jako Ojciec chrzestny soulu
- Rocky Krakoff jako Robert "Rocky" Balboa Jr
- Sylvia Meals jako	Pani Mary Anne Creed

## Odbiór filmu
Film otrzymał 44% w internetowym serwisie Rotten Tomatoes.
Za grę aktorską wysoko został oceniony Dolph Lundgren. Wygrał Marshall Trophy dla najlepszego aktora na Napierville Cinema Festival.
Film zdobył pięć Złotych Malin, w tym dla najgorszego aktora (Stallone), najgorszego reżysera (Stallone), najgorszej aktorki drugoplanowej (Brigitte Nielsen), najgorszy debiut (Nielsen) i najgorsze efekty dźwiękowe. Był również nominowany do Złotej Maliny w czterech innych kategoriach.

## Ścieżka dźwiękowa
Ścieżkę dźwiękową do filmu skomponował Vince DiCola. Poza jego muzyką, w filmie użyto jednak jeszcze utwory innych artystów:
| #  | Wykonawca                     | Utwór                  |
| -- | ----------------------------- | ---------------------- |
| 1. | Survivor                      | „Burning Heart”        |
| 2. | John Cafferty                 | „Heart’s On Fire”      |
| 3. | Kenny Loggins & Gladys Knight | „Double or Nothing”    |
| 4. | Survivor                      | „Eye of the Tiger”     |
| 5. | James Brown                   | „Living in America”    |
| 6. | Robert Tepper                 | „No Easy Way Out”      |
| 7. | Go West                       | „One Way Street”       |
| 8. | Touch                         | „The Sweetest Victory” |

Premiera reżyserskiej wersji tej produkcji zaplanowana została na 11 listopada 2021, o czym poinformował osobiście Stallone prezentując plakat na Instagramie.